# Jérôme Nday Kanyangu Lukundwe
Jérôme Nday Kanyangu Lukundwe (* 1929 in Kabongo, Demokratische Republik Kongo; † 13. Juni 2011) war Bischof von Kongolo. 

## Leben
Jérôme Nday Kanyangu Lukundwe empfing am 27. August 1962 die Priesterweihe und wurde in den Klerus des Bistums Kongolo inkardiniert. Paul VI. ernannte ihn am 16. Januar 1971 Bischof von Kongolo. 
Der Apostolische Nuntius in der Demokratischen Republik Kongo, Bruno Torpigliani, weihte ihn am 30. Mai desselben Jahres zum Bischof; Mitkonsekratoren waren Eugène Kabanga Songasonga, Erzbischof von Lubumbashi, und Gustave Joseph Bouve CSSp, emeritierter Bischof von Kongolo. 
Am 31. März 2007 nahm Papst Benedikt XVI. seinen altersbedingten Rücktritt an.